# Ricardo Hoyos
Ricardo Antonio Hoyos (* 27. November 1995 in Alliston, Ontario) ist ein kanadischer Schauspieler.

## Leben
Hoyos wurde im November 1995 in Kanada geboren und ging auf die Cawthra Park Secondary School in Mississauga. Er hat einen jüngeren Bruder Lucius, der ebenfalls als Schauspieler tätig ist, und eine ältere Schwester.
Sein Schauspieldebüt gab er 2007 in der Fernsehserie The Jon Dore Television Show. In der Serie war er bis 2009 in einer Nebenrolle als junger Jon zu sehen. Aufmerksamkeit erlangte Hoyos durch den im Jahr 2009 veröffentlichten Kurzfilm The Armoire. Es folgten Gastauftritte in Haven und R.L. Stine's The Haunting Hour sowie eine Hauptrolle in Dino Dan. 
Von Februar 2012 bis Juli 2015 hatte Hoyos eine Hauptrolle als Zigmund "Zig" Novak in der kanadischen Jugendserie Degrassi: The Next Generation inne. Nach der Einstellung der Serie übernahm er dieselbe Rolle seit Januar 2016 in der Fortsetzung Degrassi: Die nächste Klasse.

## Filmografie
- 2007–2009: The Jon Dore Television Show (Fernsehserie, 10 Episoden)
- 2008: Outlander
- 2009: The Armoire (Kurzfilm)
- 2010: Haven (Fernsehserie, Episode 1x02)
- 2010: Dino Dan (Fernsehserie, 10 Episoden)
- 2011: R.L. Stine’s The Haunting Hour (Fernsehserie, Episode 1x13)
- 2012–2015: Degrassi: The Next Generation (Fernsehserie)
- 2012: Allein unter Jungs (Life with Boys, Fernsehserie, Episode 2x09)
- 2016–2017: Degrassi: Die nächste Klasse (Degrassi: Next Class, Fernsehserie)
- 2016: Das Belko Experiment (The Belko Experiment)
- 2016: Killjoys (Fernsehserie, 1 Folge)